# Lancaster, New York
Lancaster är en kommun i Erie County i delstaten New York, USA.